# Ісраїлов Фуркат Артикбайович
Фуркат Артикбайович Ісраїлов (10 серпня 1961, місто Ангрен Ташкентської області, тепер Узбекистан) — радянський узбецький діяч, шахтар, заступник начальника дільниці № 6 шахти № 9 виробничого об'єднання «Середазвугілля» Ташкентської області Узбецької РСР. Член Центральної контрольної комісії КПРС у 1990—1991 роках.

## Життєпис
У 1980 році закінчив Ангренський будівельний технікум.
У 1980 році — тесляр будівельного управління № 6 тресту «Узбекшахтобуд» міста Ангрен Узбецької РСР.
З 1980 по 1982 рік служив у Радянській армії.
У 1982—1990 роках — гірничий робітник, підземний електрослюсар, гірничий робітник очисного вибою, гірничий майстер шахти № 9 виробничого об'єднання «Середазвугілля» Ташкентської області Узбецької РСР.
Член КПРС з 1986 року.
У 1990 році закінчив гірничий факультет Ангренського вечірнього відділення Ташкентського політехнічного інституту.
З жовтня 1990 року — заступник начальника дільниці № 6 шахти № 9 виробничого об'єднання «Середазвугілля» Ташкентської області Узбецької РСР.
Подальша доля невідома.